# Harvest (álbum de Dragon Ash)
Harvest es el quinto álbum de la banda japonesa Dragon Ash, lanzado en 2003. Este álbum tiene un álbum remix, llamado Harvest Remixes, lanzado en 2004.

## Lista de canciones
1. "Intro" – 0:58
2. "House Of Velocity" – 4:30
3. "Posse In Noise" – 4:00
4. "Revive" – 4:34
5. "United Rhythm ft. 43K, EIG" – 4:16
6. "Byakuya" – 1:13
7. "Morrow" – 4:25
8. "Landscape" – 2:34
9. "Art Of Delta" – 0:56
10. "Mob Squad (RITMO ACELERADO Remix)" – 4:13
11. "Episode 4 ft. SHUN, SHIGEO" – 4:59
12. "Massy Evolution" – 4:25
13. "Day 6" – 0:27
14. "Fantasista" – 4:30
15. "Canvas" – 4:33
16. "Gymnopedie #1" – 2:45
17. "Harvest" – 4:25
18. "Sakuri Makori" (pista oculta) – 2:08

- Datos: Q6150299